# Stati del Sacro Romano Impero (A)
Questo è un elenco degli stati del Sacro Romano Impero, inizianti per la lettera A:
| Nome | Tipologia | Provincia                      | Seggio | Formazione                                                                                            | Note |
| --- | --- | ------------------------------ | ------ | --- | --- |
| Aach | Signoria |                                |        | | |
| Aalen | 1360: Città Imperiale                                                                                         | SW                             |        | | 1500: Alla Provincia di Svevia 1803: Annessa al Ducato di Württemberg |
| Aalst (Fiandre Imperiali) | Contea di Brabantgau                                                                                          |                                |        | Feudo imperiale della Contea delle Fiandre (sotto la corona francese) dal 1056 al 1059                | |
| Aarberg Aarburg | Contea |                                |        | | a Berna |
| Abensberg-Traun | 1653: Contea di Abensberg e Traun                                                                             |                                |        | | Acquisite le signorie imperiali di Egloff e Müglen |
| Adendorf | 1554: Signoria 1653: Baronia 1711: Contea                                                                     |                                |        | 1554: Divisa da Saffig-Olbrück                                                                        | 1806: Elevata a principato come Principato di Leyen |
| Ahr | Contea | n/a                            | n/a    | 1107                                                                                                  | 1210: Annessa alla contea di Nürburg |
| Aichen | Signoria | n/a                            | n/a    | 1323: Divisa dalla Signoria di Hohenrechberg                                                          | Ai signori di Allmut ai signori di Lumpfen 1352: passata a Mundelfingen 1450: ai signori di Heudorf 1466: Ripartita tra i baroni di Reischach e Dietrich di Rumelang 1501: All'Abbazia di San Biagio 1738: Le partizioni rimanenti andarono alla Signoria di Osterberg |
| Albeck | Signoria | n/a                            | n/a    | | 1383: Annessa a Ulma |
| Aldenburg Conte di Aldenburg, Libero Signore di Knyphausen, Nobile Signore di Varel | 1646: Nobiltà 1651: passata ai signori di Knyphausen e Varel 1651: Baronia 1653: Contea                       |                                |        | | |
| Aletzheim | Contea |                                |        | 1439: Divisa tra la Signoria di Pappenheim                                                            | 1697: Annessa alla Contea di Pappenheim |
| Allersberg | Signoria | n/a                            |        | 1343: Divisa tra la Signoria di Wolfstein                                                             | 1474: Annessa alla Signoria di Sulzburg |
| Alpheim | Contea |                                |        | 1465: Divisa tra la Contea di Neuenahr                                                                | 1589: Annessa alla Contea di Moers |
| Alsazia (tedesco: Elsaß) | Ducato |                                |        | 640                                                                                                   | Divisa in Bassa e Alta Alsazia 1469: il Duca d'Austria vendette l'Alta Alsazia al Duca di Borgogna 1477: l'Austria riprese il pieno controllo dell'Alta Alsazia 1648: l'Alta Alsazia è annessa alla Francia 1679: La Bassa Alsazia è annessa alla Francia. |
| Alsazia, Bassa Alsazia | Langraviato                                                                                                   |                                |        | 731: Divisa dall'Alsazia                                                                              | 1358: Annessa a Strasburgo |
| Alsazia e Borgogna | Proprietà dell'Ordine Teutonico                                                                               |                                |        | | 1793: Consiglio dei Principi |
| Alt-Bruchhausen | Contea | n/a                            | n/a    | 1234: Divisa tra la contea di Bruchhausen                                                             | 1338: Annessa alla Contea di Hoya |
| Alt-Eberstein | Contea | n/a                            | n/a    | 1207: divisa fra l'Usgau                                                                              | 1283: Annessa alla Contea di Neu-Eberstein |
| Alt-Katzenelnbogen | Contea | n/a                            | n/a    | 1245: Divisa fra il Langraviato di Katzenelnbogen                                                     | 1403: Annessa alla Contea di Neu-Katzenelnbogen |
| Altena | Contea | n/a                            | n/a    | X sec.                                                                                                | 1160: segnalata come parte della Contea di Berg, venne conosciuta come Altena-Berg 1180: nominata come Altena 1249: segnalata come parte della Contea di Mark 1367: Altena viene garantita come proprietà del Conte Enghelberto III di Mark 1609: al Brandeburgo 44.3 km² |
| Altena-Berg | Contea | n/a                            | n/a    | 1160: Formata da Altena con parte della Contea di Berg                                                | 1180: Conosciuta come Altena |
| Altensteig | Signoria |                                |        | | 1100: primo documento storico che menziona Altensteig ai signori di Berneck ai signori di Gultlingen 1390: venduta al Margravio di Baden 1603: al Wurttemberg |
| Amburgo | Città Imperiale                                                                                               | Provincia della Bassa Sassonia | RH     | 1189                                                                                                  | 1241: Membro Fondatore della Lega Anseatica 1510: Città Imperiale 1810: Annessa alla Francia 1815: Città Libera |
| All'Adige e nei Monti | Proprietà dell'Ordine Teutonico                                                                               |                                |        | | c1260: fondazione della proprietà 1512: Regione Austriaca |
| Andechs | 1132: Contea                                                                                                  |                                |        | | Proprietà del Vescovato di Bressanone c1130: acquisito dalla Contea di Plassenburg 1173: acquisito dal Margraviato d'Istria 1180: acquisito dal Ducato di Merania 1248/51: estinzione della linea |
| Andechs-Merania | Ducato |                                |        | | |
| Andelfingen | Signoria |                                |        | | |
| Andlau | Abbazia | n/a                            | n/a    | | 1681: Annessa alla Francia |
| Anhalt | 1212: Contea 1218: Principato Elettorale 1250: Principato 1863: Ducato di Anhalt 1918: Libero Stato di Anhalt | Alta Sassonia                  | PR     | 1173: Diviso dalla Sassonia                                                                           | 1252: Diviso in Anhalt-Aschersleben, Anhalt-Bernburg e Anhalt-Zerbst; 1570: Riunificato 1582: Consiglio dei Principi 1603: Diviso nei principati di Anhalt-Bernburg, Anhalt-Dessau, Anhalt-Köthen, Anhalt-Plötzkau e Anhalt-Zerbst 1582: Consiglio dei Principi |
| Anhalt-Aschersleben | Principato | Alta Sassonia                  | PR     | 1252: Creato dalla partizione del Principato di Anhalt                                                | 1316,1322: Annesso al vescovato di Halberstadt che venne secolarizzato ed annesso al Brandeburgo nel 1648 |
| Anhalt-Bernburg Duca di Anhalt-Bernburg, Duca di Sassonia, Angaria & Vestfalia, Conte di Ascania, Signore di Bernburg & Zerbst | Principato 1806: ducato                                                                                       | Alta Sassonia                  | PR     | 1252: Creato dalla partizione del Principato di Anhalt                                                | 1468: Annesso al Principato di Anhalt-Zerbst 1603: ristabilito sulla partizione del Principato di Anhalt 1834: all'Anhalt-Dessau 1863: al Ducato di Anhalt-Dessau-Köthen |
| Anhalt-Bernburg-Schaumburg-Hoym | Principato | Alta Sassonia                  | PR     | 1727: Creato dall'unione della Contea di Holzapfel e del Principato di Anhalt-Zeitz-Hoym              | |
| Anhalt-Dessau Duca di Anhalt(-Dessau), Duca di Sassonia, Angaria & Vestfalia, Conte di Ascania, Signore di Bernburg, Zerbst & Gröbzig | 1603: Principato 1807: Ducato                                                                                 | Alta Sassonia                  | PR     | 1396: Creato dalla partizione del Principato di Anhalt-Zerbst                                         | 1561: Annessio ancora al Principato di Anhalt-Zerbst 1603: ristabilito sulla partizione del Principato di Anhalt 1853: unito al Principato di Anhalt-Köthen a formare il Ducato di Anhalt-Dessau-Köthen |
| Anhalt-Dornburg | Principato | Alta Sassonia                  | PR     | 1667: Diviso dal Principato di Anhalt-Zerbst                                                          | 1742: Riannesso al Principato di Anhalt-Zerbst |
| Anhalt-Harzgerode | Principato | Alta Sassonia                  | PR     | 1635: Diviso dal Principato di Anhalt-Bernburg                                                        | 1709: Riannesso al Principato di Anhalt-Bernburg |
| Anhalt-Köthen Anhalt-Kothen Anhalt-Cothen Duca di Anhalt-Köthen, Duca di Sassonia, Angaria & Vestfalia, Conte di Ascania, Signore di Bernburg & Zerbst | 1603:Principato 1807: Ducato di Anhalt-Köthen                                                                 | Alta Sassonia                  | PR     | 1396: Diviso dal Principato di Anhalt-Zerbst                                                          | 1552: Annesso al Principato di Anhalt-Dessau 1603: ristabilito sulla partizione del Principato di Anhalt 1847: all'Anhalt-Dessau |
| Anhalt-Mühlingen | Principato | Alta Sassonia                  | PR     | 1667: Diviso dal Principato di Anhalt-Zerbst                                                          | 1714: Eiannesso al Principato di Anhalt-Zerbst |
| Anhalt-Pless | Principato | Alta Sassonia                  | PR     | 1755: Diviso dal Principato di Anhalt-Köthen                                                          | |
| Anhalt-Plötzkau Anhalt-Plotzkau | Principato | Alta Sassonia                  | PR     | 1544: Diviso dal Principato di Anhalt-Dessau                                                          | 1049: prima menzione di Plotzkau in un documento storico il Conte di Plotzkau eredita la Contea di Walbeck 1133: i conti di Plotzkau si estinguono 1435: l'Anhalt eredita Plotzkau 1553: annesso al Principato di Anhalt-Zerbst 1603: ristabilito sulla partizione del Principato di Anhalt 1665: annesso al Principato di Anhalt-Köthen |
| Anhalt-Zeitz-Hoym | Principato | Alta Sassonia                  | PR     | 1718: Diviso dal Principato di Anhalt-Bernburg                                                        | 1727: unito alla Contea di Holzapfel a formare il Principato di Anhalt-Bernburg-Schaumburg-Hoym |
| Anhalt-Zerbst | Principato | Alta Sassonia                  | PR     | 1252: Diviso dal Principato di Anhalt                                                                 | 1396: Diviso nei principati di Anhalt-Dessau e Anhalt-Köthen 1544: ristabilito sulle partizioni del Principato di Anhalt-Dessau 1796: annesso al Principato di Anhalt-Dessau |
| Anholt | 1169: Signoria 1621: Contea                                                                                   | Basso Reno                     | WF     | | 1169: il Castello di Anholt viene costruito da Guglielmo I, Principe-Vescovo di Utrecht 1234: Governata dai signori di Zuylen-Anholt 1300s: garantita come eredità a Stefano I, Signore di Anholt, 1317-1343 1346: i signori di Anholt battono moneta per la prima volta 1349: garantiti i diritti di città da Teodorico di Anholt 1380: Morte dell'ultimo Signore di Anholt; sua figlia ed erede, Herberga sposò Ermanno III di Gemen 1399: ai Gemen 1402-1641: ai Bronchhorst-Batenburg attraverso il matrimonio di Margherita di Gemen 1431: l'Imperatore Sigismondo conferma i Bronchhorst-Batenburgs come Signori di Anholt con diritto di battere moneta 1641-1810: Ereditata dai principi di Salm-Salm attraverso l'erede del Conte Teodorico IV (m.1641) 1653: Stato Imperiale del Seggio dei Conti di Vestfalia 1738: Estinzione della linea di Salm-Salm; Anholt passò alla linea dei Salm-Hoogstraten (con il nome di Salm-Salm nel 1739) ?-1813: Occupazione francese 1815: alla Prussia |
| Anversa | Margraviato                                                                                                   | Borgogna                       |        | | 1512: Provincia di Borgogna |
| Aosta | 1310: Ducato                                                                                                  |                                |        | | 1539-1563: Occupazione francese |
| Appenzello | Valle imperiale                                                                                               |                                |        | 1507: Divisa dai territori dell'Abbazia di San Gallo                                                  | 1597: Diviso in Appenzell Innerrhoden e Appenzell Ausserrhoden |
| Appenzell Ausserrhoden | Valle imperiale                                                                                               |                                |        | 1597: Divisa dal'Appenzello                                                                           | 1648: Membro della Confederazione Svizzera |
| Appenzell Innerrhoden | Valle imperiale                                                                                               |                                |        | 1597: Partitioned from Appenzello                                                                     | 1648: Membro della Confederazione Svizzera |
| Aquisgrana | Città Imperiale                                                                                               |                                |        | 1306                                                                                                  | 1500: Provincia di Renania-Vestfalia 1797: Annessa alla Francia |
| Arenberg Aremberg | ?: Contea 1576: Contea Principesca 1644: Ducato                                                               | Reno                           | PR     | c1177                                                                                                 | 1512: alla Regione dell'Elettorato del Reno 1580: Consiglio dei Principi 1810: Divisa |
| Arlon | Contea c1167: Margraviato                                                                                     | n/a                            |        | 950                                                                                                   | 1214: unito alla Contea di Lussemburgo 1221: annesso al Ducato di Limburgo |
| Arnsberg | Contea |                                |        | | |
| Artois | 1237: Contea                                                                                                  | Borgogna                       |        | | 1512: Regione di Borgogna |
| Asch | Signoria |                                |        | | |
| Aschaffenburg | 1803: Principato                                                                                              |                                |        | 1803                                                                                                  | X sec.: acquisita dal Cancelliere Imperiale e Arcivescovo Willigide di Magonza 1803: garantita al Cancelliere, Carlo Teodoro di Dalberg 1806: Annessa al Granducato di Francoforte 1814: alla Baviera |
| Aspremont-Lynden | 1590: Baronia Imperiale Contea Imperiale                                                                      |                                |        | | 1590: ai Baroni di Reckheim 1623: Stato Imperiale |
| Auersperg Principe di Auersperg, Duca di Gottschee, Conte Principesco di Thengen, Conte di Wels, Signore di Schönberg & Seissenberg, etc. | 1550: Baronia 1630: Contea 1653: Principato 1664: Contea Principesca                                          | Provincia Austriaca            | PR     | 1795: Diviso in se stesso, nel Principato di Auersperg-Schönfeldscher ed in quello di Auersperg-Zweig | Signoria 1663: Contea Imperialeex dominio degli Asburgo 1654: Stato Imperiale 1654: Consiglio dei Principi 1654-1791: ai duchi di Slesia-Munsterberg e Frankenstein 1663: proprietà su Thengen 1791: ai Duchi di Gottschee Acquisto della Contea Principesca di Wels |
| Auersperg-Schönfeldscher | 1795-1806: principato                                                                                         |                                |        | 1795: Diviso dal Principato di Auersperg                                                              | 1806: Ceduto all'Austria |
| Auersperg-Zweig | Principato |                                |        | 1795: Diviso dal Principato di Auersperg                                                              | 1806: Ceduto all'Austria |
| Assia Principe Elettore del Sacro Romano Impero, Langravio d'Assia, Granduca di Fulda, Principe di Hersfeld, Hanau, Fritzlar e Isenburg, Conte di Katzenelnbogen, Dietz, Ziegenhain, Nidda, Schaumburg | 1265: Langraviato 1292: Principato del Sacro Romano Impero 1500: Ducato 1803: Elettorato 1806: Granducato     | Provincia dell'Alto Reno       | PR     | 1247 divisa dalla Turingia                                                                            | Acquisizione di Giessen Acquisizione di Ziegenhain Acquisizione di Nidda Acquisizione di Katzenelnbogen 1432: Protettorato sull'Abbazia di Hersfeld 1567: Divisa in Assia-Darmstadt, Assia-Kassel, Assia-Marburg, e Hesse-Rheinfels 1582: Consiglio dei Principi |
| Assia-Darmstadt Granduca d'Assia e del Reno | Langraviato 1806: Granducato                                                                                  | Provincia dell'Alto Reno       | PR     | 1567: Creata sulla divisione del Langraviato d'Assia                                                  | 1582: Consiglio dei Principi 1736: Ereditato dagli Hanau-Lichtenberg 1806: Aderisce alla Confederazione del Reno |
| Assia-Homburg Langravio d'Assia, Principe di Hersfeld, Conte di Katzenelnbogen, Dietz, Ziegenhain, Nidda, Schaumburg, Isenburg e Büdingen | |                                |        | 1622: Divisione dall'Assia-Darmstadt                                                                  | 1650: Divisa in Assia-Homburg e Assia-Homburg-Bingenheim 1668: diviene indipendente dall'Assia-Darmstadt 1681: Homburg e Bingenheim vengono riuniti 1806: l'Assia-Homburg è annesso all'Assia-Darmstadt 1815: l'Assia-Homburg viene ripristinato 1866: all'Assia-Darmstadt 1866: alla Prussia |
| Assia-Kassel Principe Elettore d'Assia, Granduca di Fulda, Principe di Hersfeld, Hanau, Fritzlar e Isenburg, Conte di Katzenelnbogen, Dietz, Ziegenhain, Nidda e Schaumburg | 1265: Langraviato 1803: Elettorato                                                                            | Provincia dell'Alto Reno       | PR     | 1567: Creato dalla divisione dell'Assia                                                               | 1582: Consiglio dei Principi 1736: Ereditato dall'Hanau-Munzenberg 1815: Acquisito dal Principe Vescovo di Fulda 1866: alla Prussia |
| Assia-Marburg | 1265: Langraviato                                                                                             | provincia dell'Alto Reno       | PR     | 1567: Created on partition of Hesse                                                                   | 1582: HRE Council of Princes 1604: Merged into Hesse-Kassel |
| Assia-Rheinfels | 1265: Landgraviate                                                                                            | Upp Rhen                       | PR     | 1567: Creato dalla divisione dell'Assia                                                               | 1582: Consiglio dei Principi 1583: Territori divisi tra Assia-Darmstadt, Assia-Marburg, e Assia-Rheinfels |
| Augusta | Principato Vescovile                                                                                          | Provincia Sveva                | EC     | c888                                                                                                  | 1203: Vescovato 1500: alla Provincia Sveva 1793: Consiglio dei Principi 1802: Annesso alla Baviera 1803: Secolarizzato dalla Baviera |
| Augusta | Città Imperiale                                                                                               | Provincia Sveva                | SW     | 1276                                                                                                  | 14 a.C.: Fondata da Augusto 1276: Libera Città Imperiale 1488-1534: parte della Lega Sveva 1500: alla Provincia Sveva 1632-1635: occupazione svedese 1806: Annesso alla Baviera |
| Austria Imperatore, Re Apostolico d'Ungheria, Re di Boemia, Croazia, Slavonia, Galizia e Lodomeria, Re di Gerusalemme, etc., Arciduca d'Austria, Granduca di Toscana e Cracovia, Duca di Lorena, Salisburgo, Stiria, Carinzia, Carniola e Bukovina, Gran Principe di Transilvania, Margravio di Moravia, Duca dell'Alta e della Bassa Slesia, di Modena, di Parma, di Piacenza e Guastalla, di Auschwitz e Zator, di Teschen, Conte Principesco di Habsburg, Tirolo, Kyburg, Gorizia e Gradisca, Margravio dell'Alta e della Bassa Lusazia e in Istria, Conte di Hohenems/Hohenembs, Feldkirch, Bregenz, Sonnenberg, etc., Signore di Trieste, della Marca Slava, Gran Voyvode di Voyvodina di Serbia | Arciducato | Austria                        | EC     | 960                                                                                                   | 833: il Margraviato d'Austria viene creato 976: l'Austria si separa dal Ducato di Baviera 1156: Ducato 1192: eredità della Stiria 1379-1457: divisione tra Austria (Linea Albertina, 1453: Arciducato) e "Austria interna" (Ducati di Stiria, Carinzia e Carniola, Contea del Tirolo e il "Vorlande", alla linea Leopoldina)) 1457: estinzione della linea Albertina; l'Austria è ceduta alla linea Leopoldina 1512: Provincia Austriaca 1520-1534: amministrata dal Ducato di Wurttemberg 1804: Impero d'Austria |
| Austria | Proprietà dell'Ordine Teutonico                                                                               |                                |        | | 1512: Provincia Austriaca 1793: Consiglio dei Principi |